# 阿尔日城堡

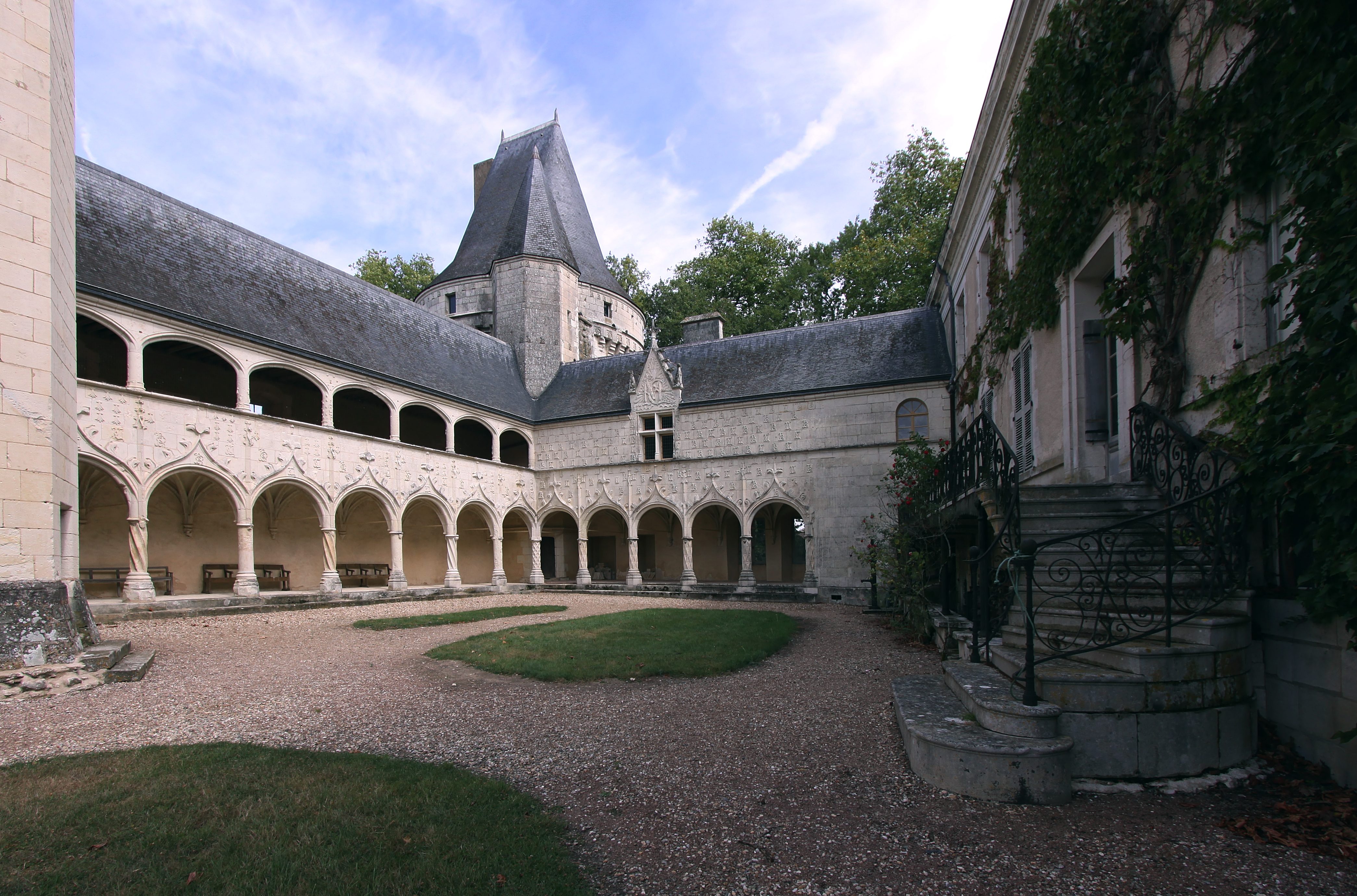

阿尔日城堡（Château d’Argy）是一座法国城堡，路易十二风格, 位于中央-卢瓦尔河谷大区安德尔省沙托鲁区市镇阿尔日。建于12-19世纪。1930年5月14日列为法国历史遗迹。1966年修复。

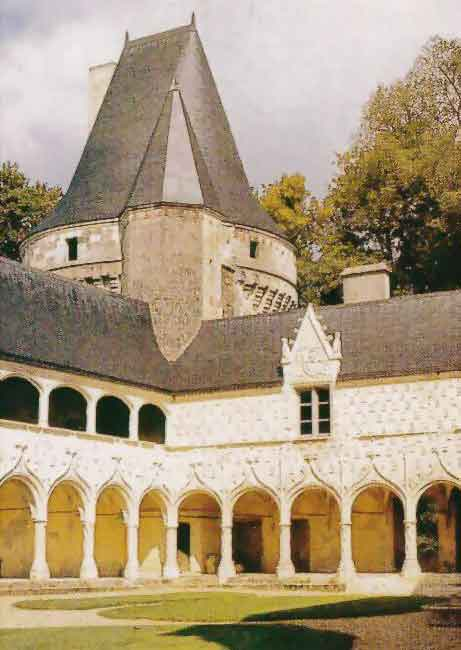
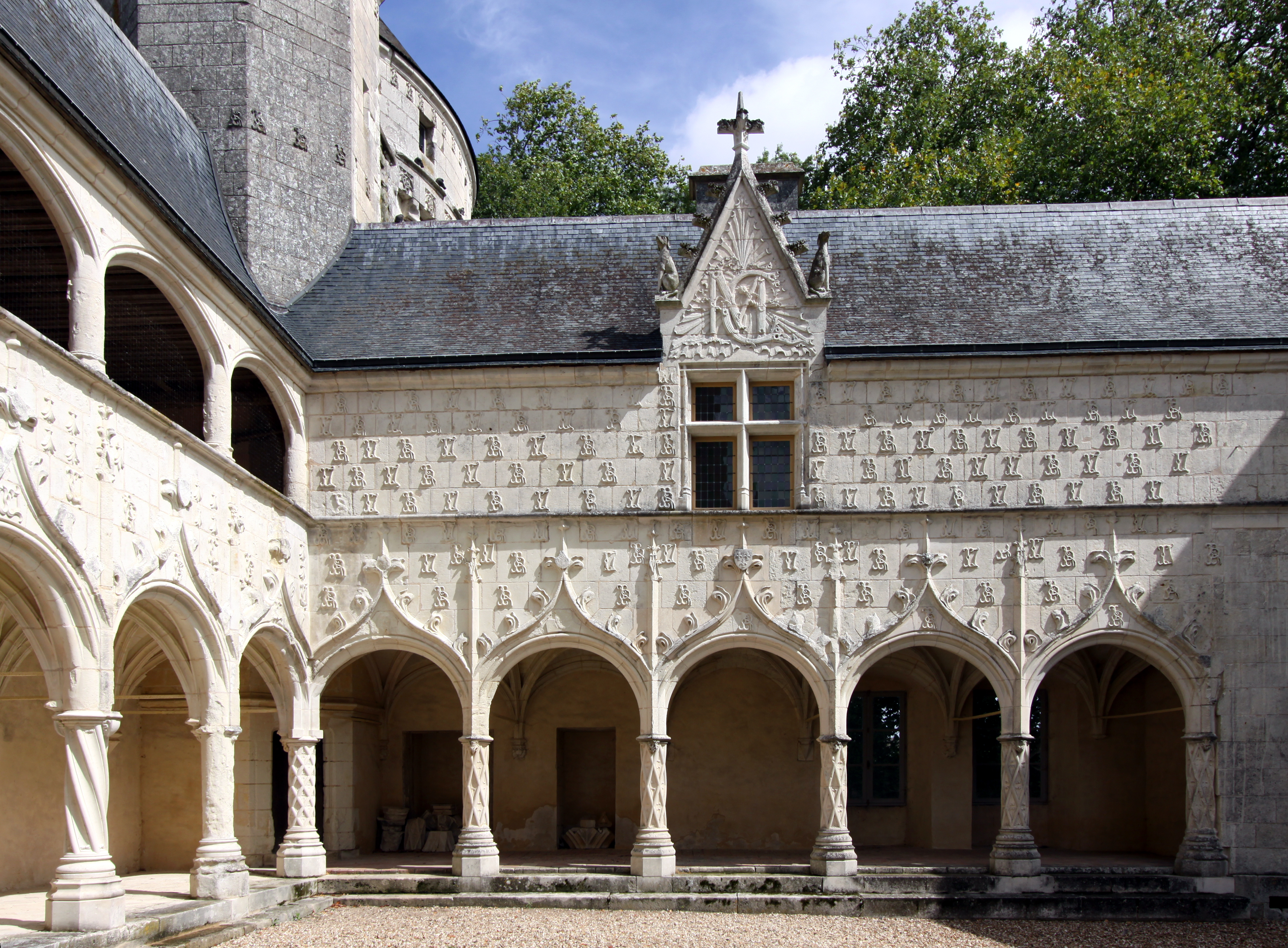
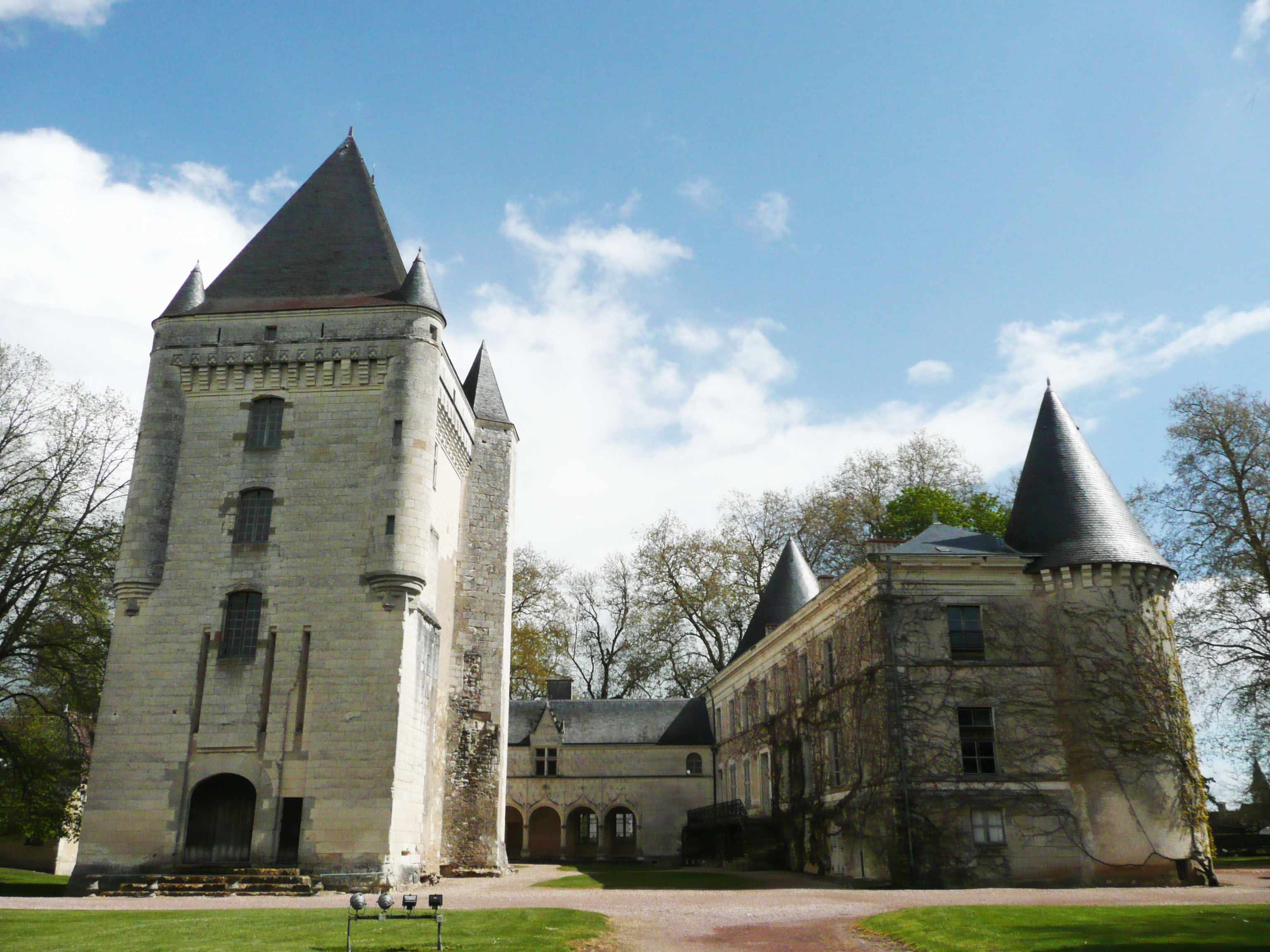
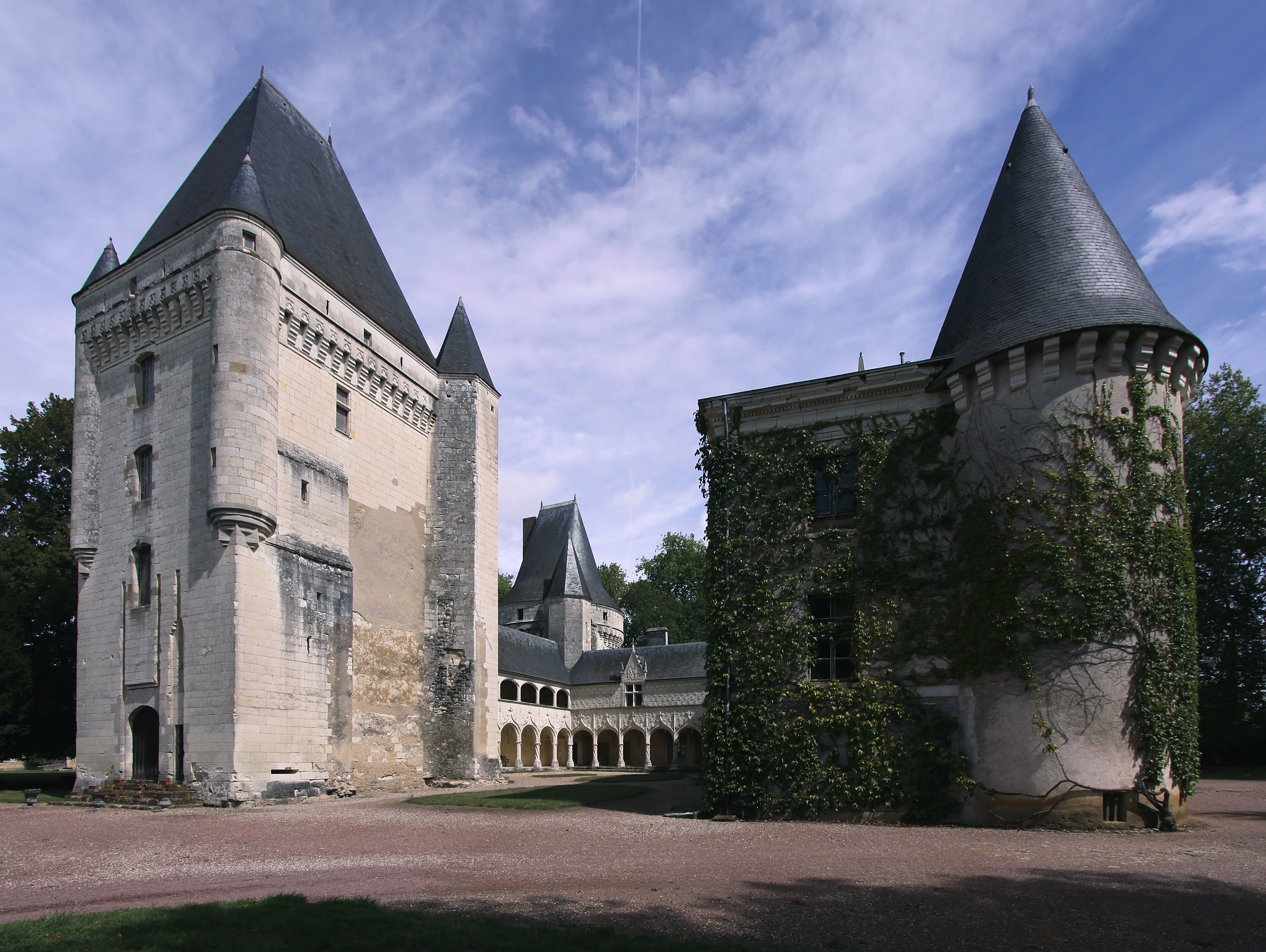
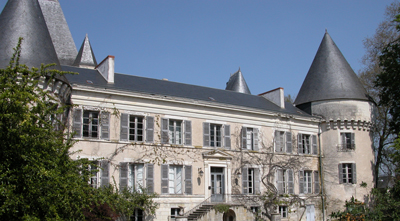
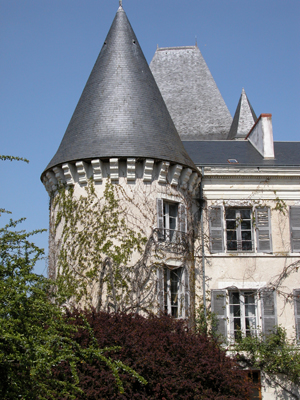
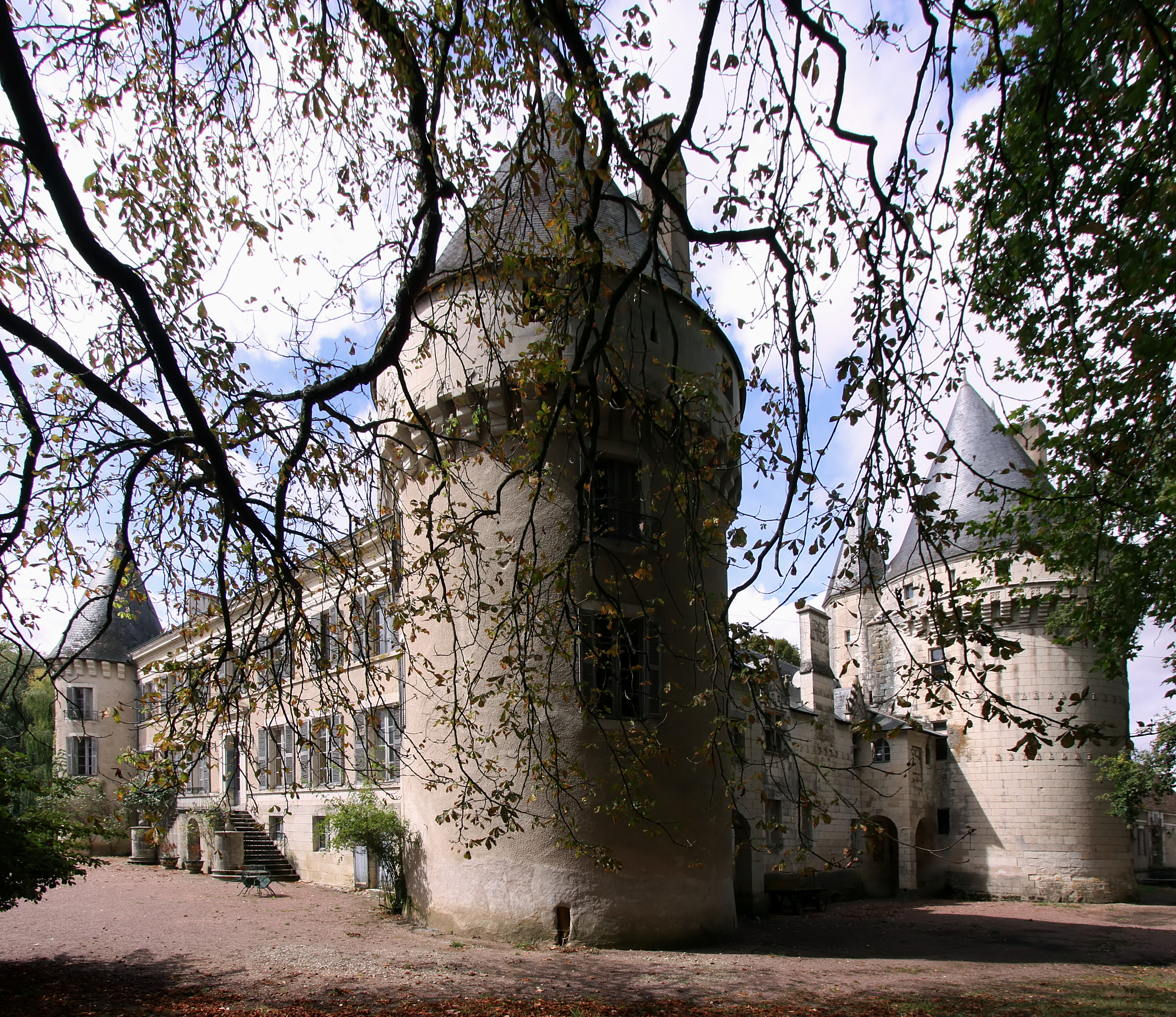